# DAFIF

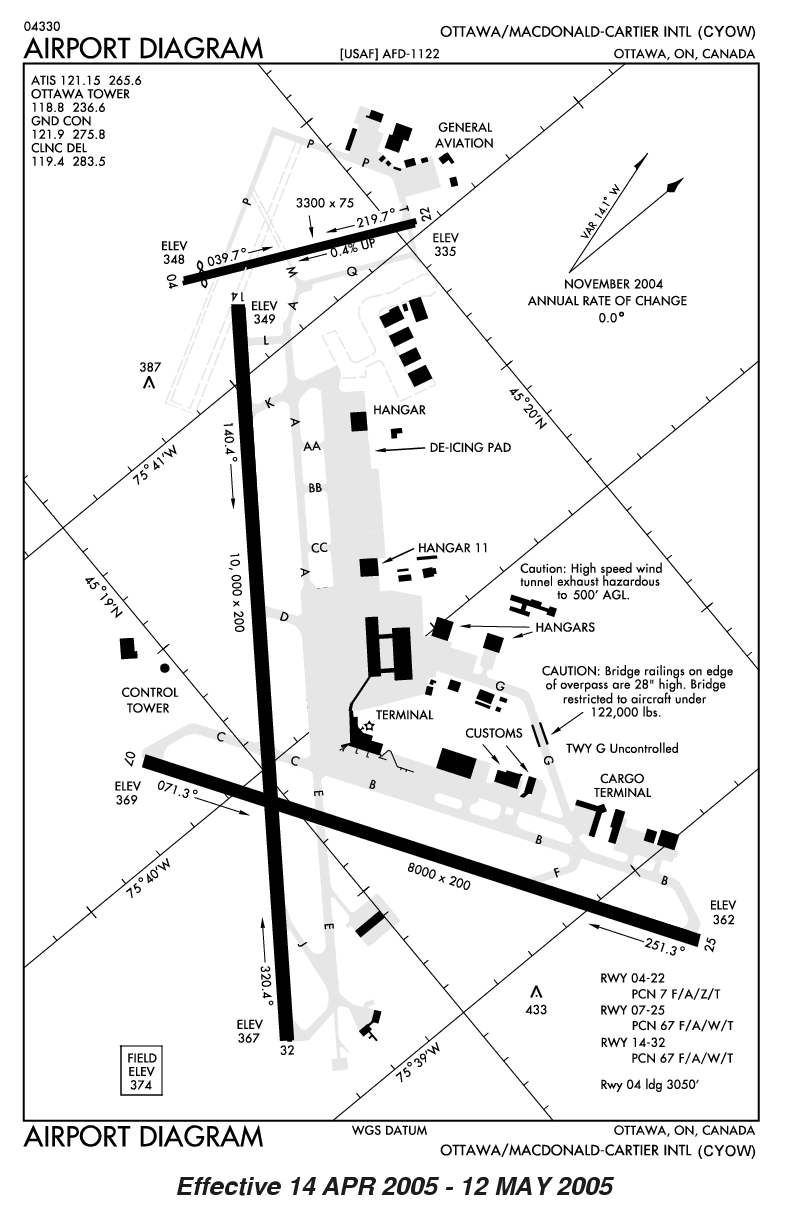
Ejemplo de diagrama DAFIF de un aeropuerto.

El DAFIF, siglas de Digital Aeronautical Flight Information File o fichero aeronáutico digital de información de vuelo, es una base de datos que contiene información a nivel mundial acerca de aeropuertos, helipuertos y todo tipo de datos relacionados con el vuelo y la aproximación al punto de destino. La información es recopilada por la Agencia Nacional de Inteligencia-Geoespacial (en inglés, National Geospatial-Intelligence Agency) también conocida por su acrónimo NGA, una agencia federal de los Estados Unidos cuyo objetivo es la recolección, análisis y distribución de datos de inteligencia geoespacial.